# Dasysphinx tarsipuncta
Dasysphinx tarsipuncta är en fjärilsart som beskrevs av William Schaus 1905. Dasysphinx tarsipuncta ingår i släktet Dasysphinx och familjen björnspinnare. Inga underarter finns listade i Catalogue of Life.